# Begonia alvarezii
Begonia alvarezii é uma espécie de Begonia.